# يو إف سي 309
يو إف سي 309: جونز ضد ميوتيتش (بالإنجليزية: UFC 309: Jones vs. Miocic) هو حدث لفنون القتال المختلطة نظّمته يو إف سي، وأُقيم في 16 نوفمبر 2024، على ماديسون سكوير جاردن في مدينة نيويورك، الولايات المتحدة.

## الخلفية
سيمثل هذا الحدث الزيارة الثامنة للمنظمة لمدينة نيويورك والأولى منذ حدث يو إف سي 295 في نوفمبر 2023.
في 12 نوفمبر، أفادت التقارير أن يو إف سي أخطرت المقاتلين المتنافسين في الأحداث القادمة، بما في ذلك الحدث الحالي، بأن المنظمة ستعيد تقديم تصميم القفاز السابق، والذي تم استبداله في يو إف سي 302 في يونيو. استشهد رئيس يو إف سي دانا وايت بشكاوى متكررة من المقاتلين كسبب للتغيير، على الرغم من أن التصميم الجديد لم يكن قيد الاستخدام إلا لمدة ستة أشهر.
من المتوقع أن تتصدر هذه الفعالية نزال على لقب بطولة يو إف سي للوزن الثقيل بين البطل الحالي (وهو أيضًا بطل يو إف سي لوزن خفيف الثقيل مرتين سابقًا) جون جونز والبطل السابق مرتين ستيبي ميوتيتش. كان من المتوقع سابقًا أن يتصدرا حدث يو إف سي 295 في نوفمبر الماضي، لكن جونز انسحب بسبب إصابة في عضلة الصدر. من المتوقع أن يعمل البطل المؤقت الحالي توم أسبينال كبديل واحتياطي محتمل لهذ النزال. صرح دانا وايت في المؤتمر الصحفي لحدث يو إف سي 308 أن الفائز في هدا النزال سيواجه البطل المؤقت الحالي توم أسبينال.
من المتوقع أن يُقام نزال إعادة للوزن الخفيف من خمس جولات بين بطل يو إف سي للوزن الخفيف السابق تشارلز أوليفيرا وبطل العالم السابق في الوزن الخفيف ثلاث مرات في بيلاتور (وهو أيضًا منافس سابق على لقب الوزن الخفيف في يو إف سي) مايكل تشاندلر في الحدث الرئيسي المشترك. التقى الثنائي سابقًا على لقب بطولة يو إف سي للوزن الخفيف الشاغر في حدث يو إف سي 262 في مايو 2021 والتي فاز بها أوليفيرا بالضربة الفنية القاضية في الجولة الثانية.
كان من المقرر أن يُقام نزال في وزن الوسط بين راندي براون وكارلوس براتيس في هذا الحدث. ومع ذلك، انتهى الأمر إلى أن يكون براتيس في الحدث الرئيسي لحدث يو إف سي ليلة القتال: ماغني ضد براتيس قبل أسبوع.
كان من المقرر إقامة نزال في الوزن الخفيف بين موريسيو روفي وتشارلي كامبل في هذا الحدث. ومع ذلك، انسحب كامبل من النزال لأسباب غير معروفة وحل محله جيمس لونتوب. كما تم تغيير الثنائي إلى نزال في وزن غير محدد 165 رطلاً. تجاوز لونتوب الحد الأقصى للوزن المسموح به وهو 165 رطلاً بمقدار 1.2 رطل وتم تغريمه بنسبة 20 بالمائة من محفظته، والتي ستذهب إلى روفي.
في 6 نوفمبر، انسحب مقاتلان من الحدث. انسحب عزامات مرزكانوف، الذي كان من المقرر أن يواجه نيكيتا كريلوف في نزال بوزن خفيف الثقيل، لأسباب غير معروفة؛ وانسحب لوكاس ألميدا، الذي كان من المتوقع أن يواجه ديفيد أوناما في وزن الريشة، بسبب مشاكل طبية. تم استبدال ألميدا بالوافد الجديد روبرتو روميرو في نزال للوزن الخفيف ولم يتم العثور على بديل لكريلوف.
كان من المتوقع أن يُقام نزال في الوزن المتوسط بين بطل يو إف سي للوزن المتوسط السابق في كريس ويدمان وإريك أندرس في الحدث. ومع ذلك، انسحب أندرس في يوم الحدث بسبب مشاكل طبية غير محددة وتم إلغاء النزال.

## بطاقة القتال
1. ↑  على لقب بطولة يو إف سي للوزن الثقيل.

## الجوائز الإضافية
حصل المقاتلون التاليون على مكافآت بقيمة 50 ألف دولار.
- قتال الليلة: تشارلز أوليفيرا ضد مايكل تشاندلر
- أداء الليلة: جون جونز، رامز إبراهيماي، وأوبان إليوت